# Orlando Figes

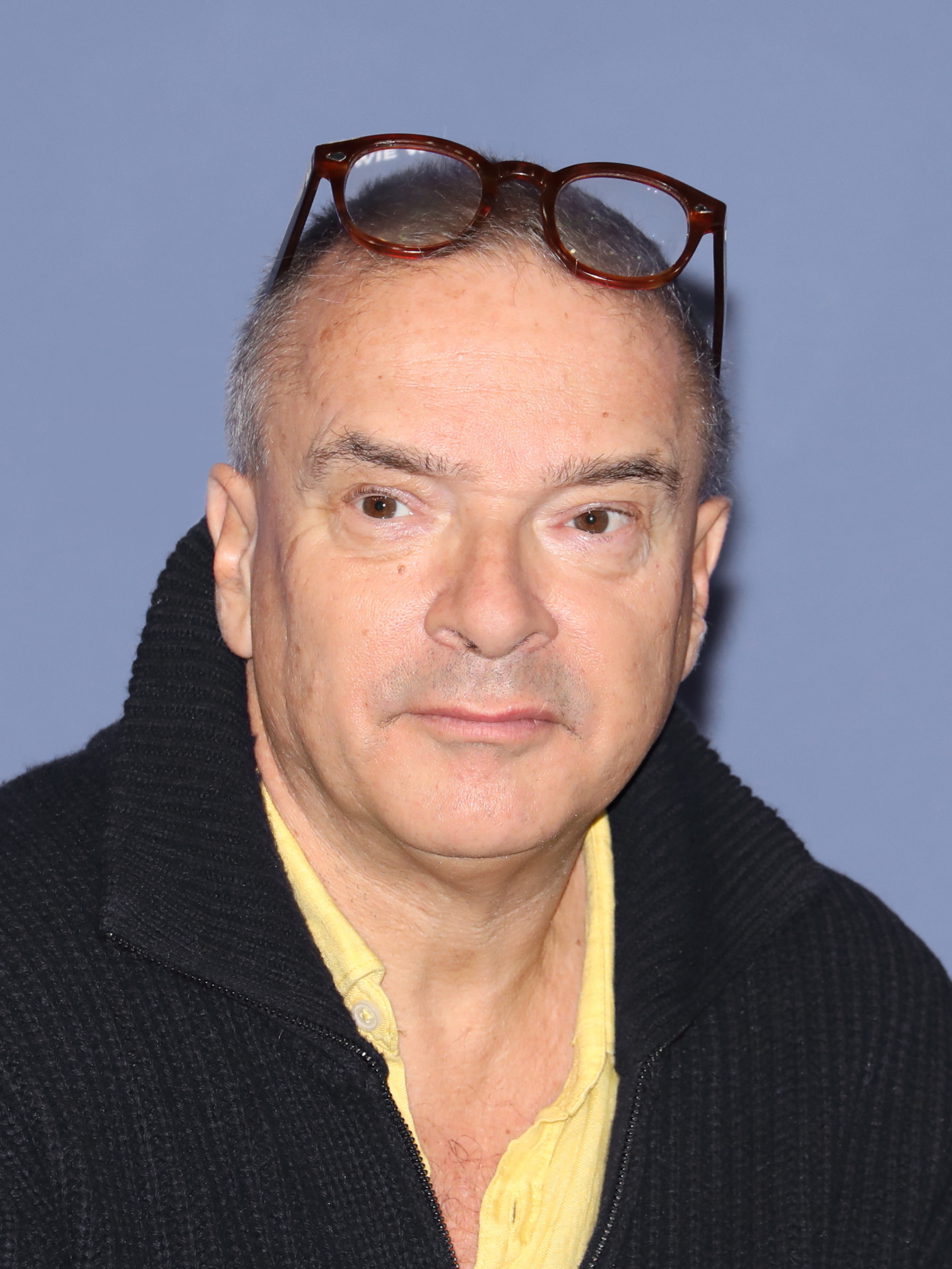
Orlando Figes, 2022

Orlando Figes [ɔːˈlændəʊ ˈfaɪdʒiːz] (* 20. November 1959 in London) ist ein britischer Historiker.

## Leben
Seine Mutter ist die britische Schriftstellerin und Feministin Eva Figes. Figes studierte an der Universität Cambridge Geschichte, wo er nach dem Abschluss seines Studiums und dem Erwerb des Doktorgrades im Jahre 1984 die akademische Stelle eines Fellow und Dozenten für russische Geschichte annahm, die er bis 1999 innehatte. Figes war von 1999 bis 2022 Professor für neuere und neueste russische Geschichte am Birkbeck College der University of London. Seit dem 13. Februar 2017 besitzt er nach eigener Aussage auch die deutsche Staatsbürgerschaft, weil er „kein Brexit-Brite“ sein wolle.

## Werk
Über die Fachkreise hinaus bekannt wurde er durch die Veröffentlichung seines Buches über die Geschichte der russischen Revolutionen, Die Tragödie eines Volkes, für das er mehrfach ausgezeichnet wurde, das aber von Richard Pipes als wissenschaftlich ungenau kritisiert wurde, sowie durch die im Anschluss daran in fast allen wichtigen Zeitungen Großbritanniens und der New York Times publizierten Artikel zu diesem Thema. Sein zweites wichtiges Werk, Die Flüsterer. Leben in Stalins Russland, wurde in rund 20 Sprachen übersetzt. In Deutschland schrieb er Beiträge für die Frankfurter Allgemeine Zeitung und Die Welt.
Im Jahre 2012 wurde sein Werk Die Flüsterer auf der Basis russischsprachiger Originalinterviews kritisiert, die Figes für das Buch genutzt hat. Einige der vom britischen Historiker gemachten Aussagen seien durch die Interviews nicht gedeckt. Kritiker von den Organisationen Memorial und Dynastia sowie ein russischer Verleger, die Figes bei der Erstellung der Interviews behilflich waren, warfen ihm hier große Ungenauigkeiten und Fehler vor. Eine geplante russische Ausgabe von Die Flüsterer sei dadurch verzögert beziehungsweise kaum möglich.
Im September 2022 erschien Figes' Buch The Story of Russia (deutsche Übersetzung erschienen bei Klett-Cotta: Eine Geschichte Russlands). Stefan Plaggenborg schrieb in einer Rezension für die FAZ, Figes habe sich verhoben bei dem Versuch, aus tausend Jahren russischer Geschichte heutige Verhältnisse zu erhellen.

## Kontroverse um fingierte Online-Rezensionen
Figes erregte 2009/2010 mit fingierten Online-Rezensionen einiges Aufsehen. Er hatte unter einem Pseudonym als vermeintlicher Laie die Werke von Kollegen in so genannten Kundenrezensionen auf amazon.co.uk verrissen und seine eigenen Werke gelobt. Dies betraf u. a. die Historikerin Rachel Polonsky, die seinem Buch Natasha’s Dance zahlreiche Ungenauigkeiten und unsaubere Zitierweise vorwarf, was die amerikanische Historikerin Priscilla Roosevelt in einem Brief an die Autoren einer Kritik in der Zeitschrift The Nation bestätigte. Dem Historiker Robert Service drohte er wegen dessen Vorwurf, sein Werk anonym rezensiert zu haben, zunächst mit einer Klage, nahm diese Drohung aber später zurück und gab die anonymen Rezensionen zu.

## Auszeichnungen
- Wolfson History Prize für „Die Tragödie eines Volkes“ (1997)
- WH Smith Literary Award für „Die Tragödie eines Volkes“ (1997)
- NCR Book Award für „Die Tragödie eines Volkes“ (1997)
- Los Angeles Times Book Prize für „Die Tragödie eines Volkes“ (1997)

## Werke
- Peasant Russia, Civil War: The Volga Countryside in Revolution, 1917–21. Clarendon Press, Oxford 1989, ISBN 0-19-822169-X.
- A People’s Tragedy: The Russian Revolution, 1891–1924. Pimlico, London 1996, ISBN 0-7126-7327-X.
  - Übersetzung: Die Tragödie eines Volkes: Die Epoche der russischen Revolution 1891 bis 1924. Berlin Verlag, Berlin 1998, ISBN 3-8270-0243-5.
- (mit Boris Kolonitski) Interpreting the Russian Revolution: the Language and Symbols of 1917. Yale University Press, New Haven 1999, ISBN 0-300-08106-5.
- Natasha’s Dance: a cultural history of Russia. Penguin, London 2002, ISBN 978-0-14-029796-6.
  - Übersetzung: Nataschas Tanz. Eine Kulturgeschichte Russlands. Berlin Verlag, Berlin 2002, ISBN 3-8270-0487-X.
- The Whisperers: Private Life in Stalin’s Russia. Lane, London 2007, ISBN 978-0-7139-9702-6.
  - Übersetzung: Die Flüsterer. Leben in Stalins Russland. Berlin Verlag, Berlin 2008, ISBN 978-3-8270-0745-2.
- The Crimean War: A History. Lane, London 2010, ISBN 978-0-7139-9704-0.
  - Übersetzung: Krimkrieg. Der letzte Kreuzzug. Berlin Verlag, Berlin 2011, ISBN 978-3-8270-1028-5.
- Just Send Me Word: A True Story of Love and Survival in the Gulag. Lane, London 2012, ISBN 978-0-8050-9522-7.
  - Übersetzung: Schick einen Gruß, zuweilen durch die Sterne: Eine Geschichte von Liebe und Überleben in Zeiten des Terrors. Hanser, Berlin 2012, ISBN 978-3-446-24031-5.
- Revolutionary Russia, 1891–1991. Pelican, London 2014, ISBN 978-0-14-104367-8.
  - Übersetzung: Hundert Jahre Revolution. Russland und das 20. Jahrhundert. Aus dem Englischen von Bernd Rullkötter. Hanser Berlin, Berlin 2015, ISBN 978-3-446-24775-8.
- The Europeans: Three Lives and the Making of a Cosmopolitan Culture. Lane, London 2019, ISBN 978-0-241-00489-0.
  - Übersetzung: Die Europäer: drei kosmopolitische Leben und die Entstehung europäischer Kultur. Aus dem Englischen von Bernd Rullkötter. Hanser Berlin, München 2020, ISBN 978-3-446-26789-3[9]
- The Story of Russia, Bloomsbury Publishing, London 2022, ISBN 978-1-5266-3174-9
  - Übersetzung: Eine Geschichte Russlands. Aus dem Englischen von Norbert Juraschitz. Klett-Cotta, Stuttgart 2022, ISBN 978-3-608-11972-5